# Клакамас (округ, Орегон)
Шаблон:StateAbbr_ 45°11′ пн. ш. 122°13′ зх. д. / 45.19° пн. ш. 122.21° зх. д.
Округ  Клакамас (англ. Clackamas County) — округ (графство) у штаті  Орегон, США. Ідентифікатор округу 41005.

## Історія
Округ утворений 1843 року.

## Демографія
За даними перепису 2000 року загальне населення округу становило 338391 осіб, зокрема міського населення було 266367, а сільського — 72024.
Серед мешканців округу чоловіків було 167076, а жінок — 171315. В окрузі було 128201 домогосподарство, 91670 родин, які мешкали в 136954 будинках.
Середній розмір родини становив 3,07.
Віковий розподіл населення поданий у таблиці:
| Стать    | До 15 років | 15-21 | 22-29 | 30-39 | 40-49 | 50-65 | 65-85 | Понад 85 |
| -------- | ----------- | ----- | ----- | ----- | ----- | ----- | ----- | -------- |
| Чоловіки | 37469       | 16426 | 15463 | 23733 | 29202 | 29081 | 14182 | 1520     |
| Жінки    | 35552       | 15122 | 15009 | 24314 | 30255 | 29337 | 18361 | 3365     |

## Суміжні округи
- Мултнома — північ
- Гуд-Рівер — північний схід
- Васко — схід
- Меріон — південь
- Ямгілл — захід
- Вашингтон — північний захід

## Виноски
1. ↑  US Decennial Census. US Census Bureau. Архів оригіналу за 26 квітня 2015. Процитовано 25 лютого 2015.
2. ↑  Historical Census Browser. University of Virginia Library. Архів оригіналу за 11 Серпня 2012. Процитовано 25 лютого 2015.
3. ↑  Forstall, Richard L., ред. (27 березня 1995). Population of Counties by Decennial Census: 1900 to 1990. US Census Bureau. Архів оригіналу за 19 Лютого 2015. Процитовано 25 лютого 2015.
4. ↑  Census 2000 PHC-T-4. Ranking Tables for Counties: 1990 and 2000 (PDF). US Census Bureau. 2 квітня 2001. Архів оригіналу (PDF) за 18 Грудня 2014. Процитовано 25 лютого 2015.
5. ↑  State & County QuickFacts. US Census Bureau. Архів оригіналу за 8 Липня 2011. Процитовано 14 листопада 2013.(англ.) Наведено за англійською вікіпедією.
6. ↑  American FactFinder. Бюро перепису населення США. Архів оригіналу за 29 липня 2011. Процитовано 31 січня 2008.

| США | Це незавершена стаття з географії США. Ви можете допомогти проєкту, виправивши або дописавши її. |